# Яркин, Александр Дмитриевич
Александр Дмитриевич Яркин (род. 12 марта 1969, Барнаул) — советский и российский футболист, защитник, нападающий; тренер. Младший брат Владислава Яркина.

## Биография
Начал заниматься футболом в экспериментальной группе детей 1968—1969 годов рождения, тренеры Владимир Маркин и Юрий Васильевич Ефимов. Победитель регионального турнира «Кожаный мяч» в составе барнаульского «Орленка» в 1984 году. Победитель первенства России среди команд ДЮСШ и среди динамовских команд. В 1987—1988 годах играл во второй лиге вместе с братом в составе барнаульского «Динамо». В 1989—1990 годах выступал за «Джезказганец». В 1991 году по приглашению Фёдора Новикова перешёл в команду высшей лиги «Пахтакор» Ташкент. Провёл 10 матчей, но покинул клуб после первого круга из-за травмы. В 1992 году с братом был приглашён Эдуардом Малофеевым в команду высшей российской лиги «Динамо-Газовик» Тюмень. В 1994 году провёл 8 игр за тобольский «Иртыш». В 1995—1997 годах играл за «Викторию» Назарово, в 1996 году был играющим тренером, в следующем сезоне в 31 матче забил 21 мяч, став лучшим бомбардиром зоны «Восток» второй лиги. Затем играл за «Чкаловец» Новосибирск (1998), «Динамо» Барнаул (1999—2001), «Металлург-ЗАПСИБ» Новокузнецк (2002). Всего за 16 сезонов провёл 320 матчей, забил 58 мячей).
В 2003 году окончил высшую школу тренеров. Тренировал команды Барнаула. В 2003 году играл во второй лиге первенства Алтайского края за ФК «Топчиха», в 2004 году — в кубке Алтайского края за «Полимер-Горизонт» Барнаул. В 2007 — первой половине 2008 года работал спортивным директором «Динамо» Барнаул, занимался селекцией. В 2012 — тренер омского «Иртыша». С 2013 года работал главным тренером любительского ФК «Бийск».
С конца 2015 года — спортивный директор петербургской «Академии футбола».